# Камышеватская коса
Камышева́тская коса́ — намывная песчаная коса в Азовском море, часть Ейского полуострова. Имеет серпообразную форму. После шторма частично меняет форму. Расположена в Ейском районе Краснодарского края, в 5 километрах к юго-востоку от станицы Камышеватской. Курортная зона с продолжительными ракушечными пляжами.

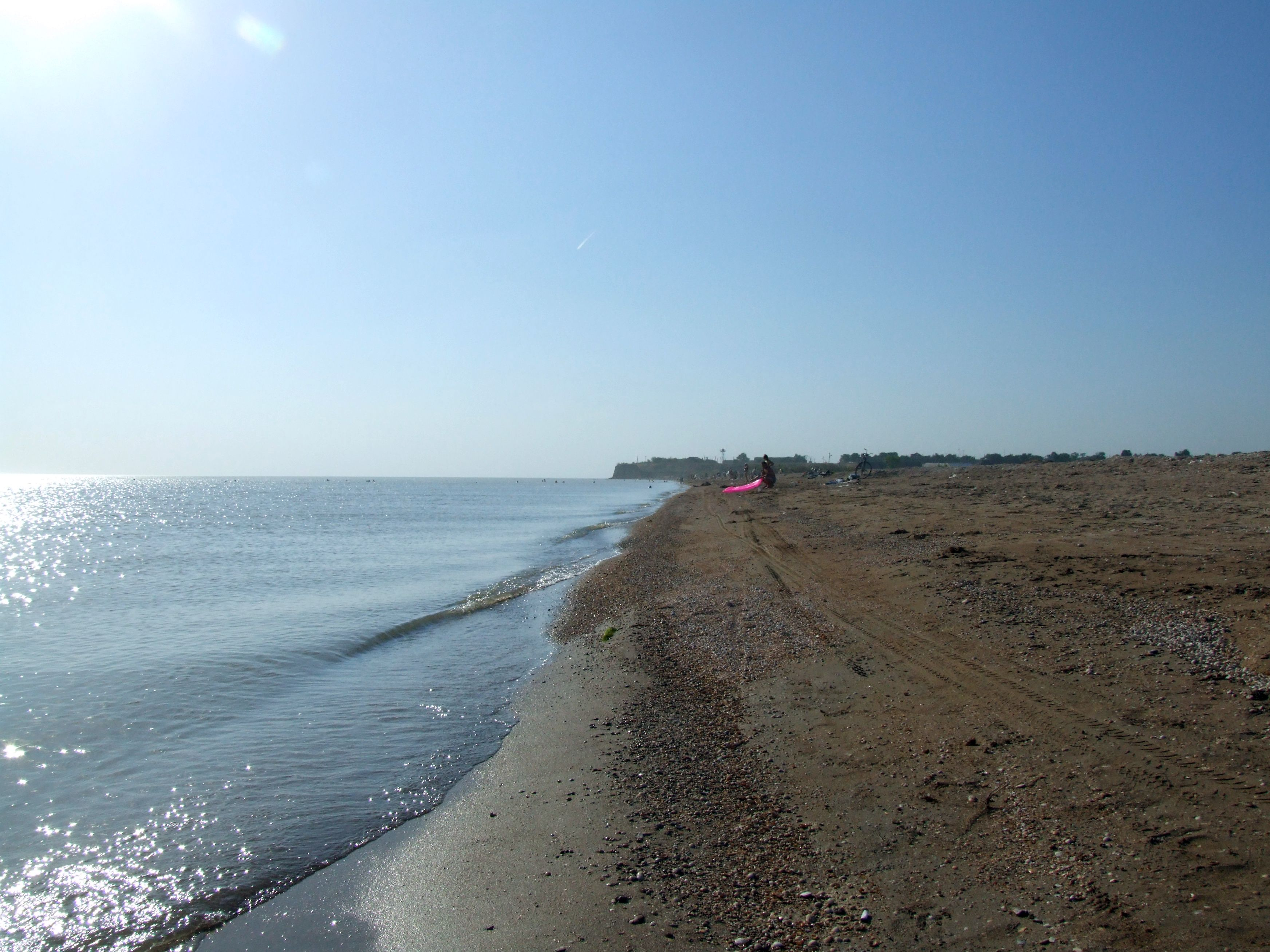
Коса возле станицы

Камышеватская коса находится под угрозой в связи с несанкционированным вывозом ракушечника в промышленных масштабах.